# Canteras de Marelli
Canteras de Marelli ist eine Ortschaft in Uruguay.

## Geographie
Sie befindet sich auf dem Gebiet des Departamento Maldonado in dessen Sektor 1 etwa zwölf Kilometer von Punta del Este entfernt an der Cañada de Canteras, einem Zufluss des Arroyo Maldonado. Östlich von Canteras de Marelli liegt El Quijote.

## Infrastruktur
Canteras de Marelli liegt an der Eisenbahnlinie Montevideo-Punta del Este sowie der Ruta 39.

## Einwohner
Der Ort hatte 2011 200 Einwohner, davon 92 männliche und 108 weibliche.
| Jahr | Einwohner |
| ---- | --------- |
| 1963 | 105       |
| 1975 | 122       |
| 1985 | 154       |
| 1996 | 165       |
| 2004 | 156       |
| 2011 | 200       |

Quelle: DOC